# Мадона деј Форнели (Болоња)
Мадона деј Форнели (итал. Madonna dei Fornelli) је насеље у Италији у округу Болоња, региону Емилија-Ромања.
Према процени из 2011. у насељу је живело 435 становника. Насеље се налази на надморској висини од 806 м.